# Bongripper
Bongripper ist eine 2005 gegründete Stoner-Doom-Band aus Chicago.

## Geschichte
Bongripper wurden im Sommer 2005 in Chicago als instrumentale Doom-Metal-Band gegründet. Die Gruppe bildete sich aus den Mitgliedern einer zuvor gemeinsam unterhaltenen Death-Metal-Band, da der ehemalige Sänger in seine Heimatstadt zurückgezogen war. Nick Dellacroce brachte den Namen Bongripper ein. Der Name spielt auf das Album Dopesmoker von Sleep an, da nach Ansicht der Bongripper-Mitglieder, Sleep bei der 63 Minuten langen Veröffentlichung 17 Minuten möglicher CD-Zeit vergeudet hätten. Die Band nimmt ihre Alben im eigenen Studio im Haus ihres Gitarristen Dennis Pleckham auf.
Etwa ein Jahr nach ihrer Gründung veröffentlichte die Gruppe ihr Debütalbum The Great Barrier Reefer im Eigenverlag. Das 80-minütige Album wurde lediglich in einer raren CD-R-Version veröffentlicht. Den Mitgliedern war die Länge des in einem Stück präsentierten Albums wichtig, da sie ein längeres Stück als Sleep produzieren wollten. Das Album wurde im Jahr 2012 vom Stoner-Doom- und Sludge-Label Emetic Records mit veränderter Gestaltung erneut veröffentlicht. Die Kritiken zum Debütalbum fielen überwiegend positiv aus. Das zweite Album Hippie Killer wurde ein Jahr darauf veröffentlicht und ebenfalls positiv aufgenommen. Das Album, das konzeptionell ebenso wie das Debüt als ein durchgehendes Stück arrangiert ist, wurde entgegen dem vorherigen Album in 10 Teilstücke unterteilt. Obwohl das Album bei den Anhängern der Gruppe überaus beliebt ist, lehnen die Bandmitglieder das Album eher ab.
Das dritte, Heroin betitelte, Album erschien 2007 in einer auf 25 Exemplare limitierten Box, die neben der experimentellen, dem Drone Doom entsprechenden CD, ein nahezu vollständiges Fixerbesteck, allerdings ohne Spritze, enthielt. Das Album wurde 2014 über Ivory Antler wiederveröffentlicht. 2008 folgten das Album Hate Ashbury und die EP Meat Ditch. Der Name des Albums spielt despektierlich auf den Stadtteil Haight-Ashbury der Stadt San Francisco, einer Hochburg der Hippiebewegung, an. Die EP entstand als Kollaboration mit dem Noise-Projekt Winters in Osaka.
Im Jahr 2010 erlangte die Band mit dem Album Satan Worshiping Doom internationale Popularität. Das Album wurde von Rezensenten als kommender Genreklassiker hervorgehoben und mit Drone- sowie Stoner-Doom-Interpreten wie Sunn O))), Sleep, Ufomammut, Bongzilla und Belzebong verglichen. Neben ihrer ersten Großbritannientournee im Jahr 2011 zog das Album auch zwei Auftritte beim Roadburn Festival 2012 nach sich, davon diente ein Auftritt der Präsentation des vollständigen Satan-Worshipping-Doom-Albums. Aus Aufnahmen des ersten Auftritts im regulären Festival und des zweiten Auftritts bei der Afterburner-Veranstaltung stellten Roadburn Records ein Livealbum zusammen, das 2013 veröffentlicht wurde. Noch im Jahr 2011 gründeten die Musiker das Label Great Barrier Records und veröffentlichten die EP Sex Tape / Snuff Film, den Titel wählte die Gruppe, da die Begriffe Internetsuchen nach der EP erschwert. In den folgenden Jahren tourte die Gruppe verstärkt und brachte sich unter anderem als Vorgruppe für die reformierten Sleep ein. Hinzukommend veröffentlichte Bongripper Split-EP’s mit Hate und Conan. 2014 folgte das hoch beachtete Album Miserable. Seit ihren ersten Konzerten in Großbritannien tritt die Gruppe auch häufiger in Europa auf. So gab Bongripper 2015 unter anderem weitere Konzerte beim Roadburn Festival.

## Stil
Bongripper spielt instrumentalen Stoner Doom mit hohen Anteilen des Drone Dooms. Vereinzelte Veröffentlichungen, wie das ohne Schlagzeug eingespielte Heroin oder die experimentelle EP Meat Ditch, ordnen sich derweil gänzlich dem Drone unter. Das Riffing der Gruppe wird als psychedelisch, wabernd und besonders schwer beschrieben. Das Schlagzeugspiel gilt als donnernd, bedrohlich und schleppend. Allerdings wird dem Titel Satan von Satan Worshiping Doom ein hörbarer Einfluss aus dem Black Metal nachgesagt.

## Diskografie
- 2006: The Great Barrier Reefer (CD-R Album, Eigenverlag; 2012 Emetic Records)
- 2007: Hippie Killer (Album, Eigenverlag; 2014  Great Barrier Records)
- 2007: Heroin (Album, Eigenverlag; 2014 Ivory Antler)
- 2008: Hate Ashbury (Album, Eigenverlag; 2008 Scab On My Brain; 2011 Féretro Records)
- 2008: Meat Ditch (Kollaborations-EP mit Winters in Osaka, Eigenverlag)
- 2010: Satan Worshipping Doom (Album, Eigenverlag)
- 2011: Sex Tape / Snuff Film (EP, Great Barrier Records)
- 2013: Bongripper / Hate (Split-Single mit Hate, Great Barrier Records)
- 2013: At the Roadburn (Live-Album, Roadburn Records)
- 2013: Bongripper / Conan (Split-Single mit Conan, Holy Roar Records; 2015: Black Bow Records)
- 2014: Miserable (Album, Great Barrier Records)
- 2018: Terminal (Album, Comatose Studio)